# Власовский (станция, Саратовская область)
Власовский — станция (населённый пункт) в Саратовском районе Саратовской области России. С 1 января 2022 года входит в состав городского округа город Саратов.

## История
Станция Власовский возникла в 1942-44 годы, во время строительства Волжской рокады, соединявшей Сызрань и Волгоград, на 38 километре от станции Саратов. Своё название станция получила по находящемуся неподалёку хутору.
В 70-80-е годы прошлого века посёлок железнодорожной станции Власовский входил в Колотово-Буеракский сельсовет Саратовского района.

## Физико-географическая характеристика
Станция расположена в юго-западной части Саратовского района, на железнодорожной ветке Саратов — Петров Вал. Расстояние до административного центра села Михайловка — 33 км, до областного центра составляет 29 км. С областным центром станция Власовский связана автодорогой.
Часовой пояс
Станция Власовский, как и вся Саратовская область, находится в часовой зоне МСК+1. Смещение применяемого времени относительно UTC составляет +4:00.

## Население
| 2010 |
| ---- |
| 8    |

На станции на 1 января 2018 года проживало 8 человек, насчитывается 3 домовладения.

## Пригородное сообщение по станции
| № поезда | Маршрут движения  | № поезда | Маршрут движения  |
| -------- | ----------------- | -------- | ----------------- |
| 6304     | Аткарск — Карамыш | 6316     | Тарханы — Карамыш |
| 6303     | Карамыш — Тарханы | 6325     | Карамыш — Тарханы |